# Romain Leleu
Pour les articles homonymes, voir Leleu.
 (novembre 2024).
Si vous disposez d'ouvrages ou d'articles de référence ou si vous connaissez des sites web de qualité traitant du thème abordé ici, merci de compléter l'article en donnant les références utiles à sa vérifiabilité et en les liant à la section « Notes et références ».
Romain Leleu est un trompettiste français né à Lille le 7 novembre 1983. Il est « Révélation instrumentale » des Victoires de la musique classique 2009.

## Biographie
(novembre 2024).

### Famille et formation
Romain Leleu, né à Lille en 1983, est le frère aîné du tubiste Thomas Leleu.
Formé par Éric Aubier, il intègre à 15 ans le CNSMD de Paris, et reçoit en 2003 un premier prix de trompette mention très bien, suivi du prix de musique de chambre mention très bien à l’unanimité. Il se perfectionne ensuite auprès de Reinhold Friedrich à la Musikhochschule de Karlsruhe.

### Carrière
Possédant un large répertoire, des concertos baroques à la création d’œuvres nouvelles, il mène une carrière de soliste international et est l'invité de l'Orchestre national de France, l'Orchestre national d'Île-de-France, l'Orchestre national du Capitole de Toulouse, l’Orchestre national de Lille, l’Orchestre national de Lorraine, l’Orchestre national d’Auvergne, l’orchestre de Picardie, l’orchestre de Bretagne, l’Orchestre symphonique et lyrique de Nancy, l’Orchestre de chambre de Paris, l'Orchestre national de Cannes, l'Orchestre national Avignon-Provence, l'orchestre de Pau Pays de Béarn, l'Orchestre Victor Hugo Besançon Franche-Comté, l'Orchestre de la Garde Républicaine, Orchestre de Caen, le Dresdner Kappellsolisten, le BORUSAN Istanbul Philharmonic Orchestra, le Bursa State Symphony Orchestra, le Kuopio Symphony Orchestra, l'Orchestra Ensemble Kanazawa, le Hong-Kong Sinfonietta, l'Orquesta sinfonica de mineria - Mexico, l'orchestre philharmonique du Liban, le Essener Philharmoniker, Le Bergische Symphoniker, le Stuttgarter Philharmoniker, le Brandenburgisches Staatsorchester Frankfurt, Wurrtembergiches Kammerorchester Heilbronn, l'Orquesta sinfonica del Estado de Mexico, le Zuger Sinfonietta, l'Orchestre royal de chambre de Wallonie, le Slovak Sinfonietta Zilina, Lodz Philharmonic Orchestra, Filharmonia Frederic Chopin Gdansk, Varna State Symphony Orchestra, Sinfonietta Riga, Kaunas City Symphony Orchestra, etc.
Il collabore notamment avec Tugan Sokhiev, Jean-Claude Casadesus, François-Xavier Roth, Sascha Goetzel, Marcus Bosch, Howard Griffiths, Jean-François Verdier, Arie van Beek, Roberto Fores Veses, Dmitri Liss, Frantisek Macek, Lorenzo Viotti, Eckehard Stier, Alain Pâris, Jean-François Heisser, Christoph Poppen, etc.
Romain Leleu s'est produit en soliste à : Seoul Arts Center, Hong-Kong City Hall, Taipei National Concert Hall, au Théâtre des Champs-Elysées, Royal Albert Hall de Londres, Philharmonie du Luxembourg, Salle Philharmonique de Liège, Philharmonie de Bratislava, Philharmonie de Essen, Nikolaïsaal Potsdam, Philharmonie de Ekaterinburg, Kaunas Philharmonie, Auditorium de Radio-France, Auditorium de Bordeaux, Auditorium de Lyon, Arsenal de Metz, la Grange de Meslay, la Seine Musicale, Arsonic Mons, Zorlu Center Istanbul, Cela Resit Rey Istanbul, Is Sanat Istanbul, Latvian Concert Hall, mais aussi aux Folies Bergère, Casino de Paris, La Scala Paris, Parc Floral de Paris, Cathédrale Saint-Louis des Invalides.
En 2010, il fonde l'ensemble Convergences, devenu Romain Leleu Sextet, avec lequel il développe le répertoire de son instrument, à travers quelques créations et de nombreuses transcriptions lors des nombreux concerts.
Il est l’invité régulier des principaux festivals français et internationaux : Festival de La Roque-d'Anthéron, Festival international de musique de Colmar, Festival de la Vézère, Festival de Radio France et Montpellier Languedoc Roussillon, Flâneries musicales de Reims, La Folle Journée de Nantes, festival de musique de Menton, Festival de Saint-Denis, Festival de l'Orangerie de Sceaux, Festival du Comminges, Festival du Périgord Noir, Un Violon sur le Sable Royan, Festival de Froville, Festival du Haut Limousin, Festival du Vigan, Festival de Laon, Saou Chante Mozart, Festival d'Auvers sur Oise, Fêtes Musicales en Touraine, Festival Via Aeterna, Festival Ravel, Lille Pianos Festival, Thaxted Festival (UK), Mozartiana Gdansk Festival (PL), Morelia Internacional Festival de Musica (MEX), MUCH Festival (B), l'Eté Mosan (B), Bratislava Music Festival (SK), Alzira Brass Festival (S), Baabdath Festival (Liban) etc.
De nombreux créateurs contemporains font appel à lui, à l’instar de Baptiste Trotignon (création de Move pour trompette et orchestre) Martin Matalon (création de Trame XII pour trompette et orchestre), Philippe Hersant (création de Folk Tunes pour trompette solo), Karol Beffa (création du Concerto pour trompette et orchestre, de Subway pour trompette et piano), Jean-Baptiste Robin (création de Récits héroïques et du Chant de l'Âme), Régis Campo (création de The Eccentric Concerto)…
En musique de chambre, Romain Leleu se produit régulièrement avec Thierry Escaich, Frank Braley, Thomas Leleu, Ibrahim Maalouf, etc.
A l'été 2020, il fonde avec son frère, le tubiste Thomas Leleu, le duo Leleu Brothers. Il est directeur artistique du festival Les musicales en côte chalonnaise depuis 2019.

### Enseignement
Considéré comme l’un des meilleurs interprètes de sa génération[réf. nécessaire], il enseigne la trompette au Conservatoire national supérieur de musique et de danse de Lyon de 2018 à 2021.
Il anime régulièrement des master class en France comme à l’étranger (Seoul National University, Tokyo College of Music, Merida International Brass Festival - Mexique, Cincinnati Conservatory of Music, Tbilissi Conservatory of music - Géorgie, University of California, Los Angeles, Sibelius Academy Helsinki, Georgia State University, Conservatoire de Montréal, Taiwan National University of Arts, Yonsei University, Baylor University, New Bulgarian University, University of Pristina…).

### Prix et distinctions
- Lauréat du FMAJI (1999)
- Révélation classique de l’Adami (2005)
- Lauréat du concours international de musique de chambre de Lyon (2005)
- Lauréat du concours international Lieksa Brass Week en Finlande
- Élu « Révélation soliste instrumental » par les Victoires de la musique classique (2009)
- Lauréat de la Fondation Banque populaire[7] (2009)
- Élu « Métropolitain de l'année 2009 » par le quotidien régional La Voix du Nord, dans la catégorie Culture (décembre 2009)
- Lauréat de la Fondation SAFRAN pour la musique (2010)
- Lauréat du prix de la Fondation Del Duca de l’Académie des beaux-arts (2011)
- Artiste Génération SPEDIDAM (2022-2024)

### Décoration
- 2016 :  Chevalier de l'ordre des Arts et des Lettres

## Discographie sélective
- Move the trumpet as movie star[8] (Harmonia Mundi) (2022), Avec Stuttgarter Philharmoniker, Marcus Bosch, Ibrahim Maalouf, Anne Paceo, Raphaël Imbert, Sloe, Romain Leleu Sextet
- Face(s) à face(s) (Harmonia Mundi) (2021), Avec Romain Leleu Sextet
- Vocalises (Aparté) (2017) Avec Thierry Escaich
- Inspirations (Aparté) (2016)

Romain Leleu Sextet
- Trumpet Concertos (Aparté) (2015), Œuvres de Jolivet, Delerue, Beffa, Robin, Matalon, avec l'orchestre national d'Auvergne[9]
- Sur la route, (Aparté), avril 2013, Œuvres de Bartok, Piazzolla, Tchaïkovski, Bellini, Michel Legrand, Nino Rota... ; avec l'Ensemble Convergences
- Trumpet Concertos (Aparté), Concertos de Haydn, Hummel, Neruda. Baltic Chamber Orchestra - Emmanuel Leducq Barôme. Cadences de K. Stockhausen et K. Penderecki.
- Famous trumpet sonatas (2008) Romain Leleu/Julien Le Pape. Œuvres de Brandt, Enesco, Gallois Montbrun, Beffa, Escaich...
- Slavonic spirit (2010), Romain Leleu/Julien Le Pape. Œuvres de Bohme, Glazunov, Rachmaninov, Arutunian, Rimsky Korsakov... 2010 (Aparté)
- Les Vents français (Compilation Sony)